# Torreperogil (Weinbaugebiet)
Torreperogil ist ein Weinbaugebiet in der andalusischen Provinz Jaén, benannt nach der gleichnamigen Stadt Torreperogil. Die Herkunftsbezeichnung mit Status einer Indicación Geográfica Protegida (kurz IGP; spanisch für geschützte geographische Angabe, kurz g.g.A.) ist seit 2009 bei der Europäischen Union registriert.

## Gebiet
Das Gebiet, in dem der Anbau und die Verarbeitung stattfinden müssen, umfasst neben der namensgebenden Stadt Torreperogil auch die folgenden Gemeinden: Úbeda, Sabiote, Cabra del Santo Cristo, Rus, Canena, Baeza, Cazorla, Santo Tomé, Pozo Alcón und Villacarrillo. Damit liegt das Weinbaugebiet beiderseits des Oberlaufs des Guadalquivir auf Hochebenen, die im Osten von der Sierra de Cazorla und im Süden von der Sierra Mágina begrenzt werden.

## Wein
Es werden in etwa ähnlichen Anteilen Rotwein und Weißwein produziert. Auch die Produktion von Roséwein wäre zugelassen. Die zugelassenen Rebsorten umfassen Tempranillo (Synonyme: Cencibel, Tinto de Toro), Pedro Ximénez, Pardina (Synonyme: Baladi Verdejo, Robal, Calagraño, Jaén Blanco) sowie Garnacha Tinta.